# 文力
文力（1933年4月—2022年5月11日），男，回族，宁夏同心人，中华人民共和国政治人物，曾任中共宁夏回族自治区纪委书记，宁夏回族自治区人大常委会副主任。